# Avignon-lès-Saint-Claude
Avignon-lès-Saint-Claude – miejscowość i gmina we Francji, w regionie Burgundia-Franche-Comté, w departamencie Jura.
Według danych na rok 1990 gminę zamieszkiwało 361 osób, a gęstość zaludnienia wynosiła 46 osób/km² (wśród 1786 gmin Franche-Comté Avignon-lès-Saint-Claude plasuje się na 404. miejscu pod względem liczby ludności, natomiast pod względem powierzchni na miejscu 577.).